# Luján de Cuyo (Mendoza)
Luján de Cuyo is een plaats in het Argentijnse bestuurlijke gebied Luján de Cuyo in de provincie Mendoza. De plaats telt ca. 100.000 inwoners.